# Sammy Harkham
Sammy Harkham est un éditeur et auteur de bande dessinée américain, né le 21 mai 1980, connu notamment pour éditer depuis 2000 la revue de pointe Kramers Ergot.

## Biographie
Né d'un père immigré Irakien et d'une mère néo-zélandaise, Sammy Harkham voit le jour à Los Angeles en 1980. À l'âge de 14 ans il déménage à Sydney en Australie où il s'installe avec ses parents pendant plusieurs années. Il découvre à cette époque le travail de Jamie Hewlett, Dan Clowes, Kim Deitch, Renee French, Chris Ware ou encore Julie Doucet.
De retour aux États-Unis, il suit des études au California Institute of Arts et crée l’anthologie de bandes dessinées alternatives Kramers Ergot.
À partir de 2006, il commence la publication de son comics Cricket dans lequel parait sous forme d'épisode la bande dessinée Blood of the virgin.

## Publication en français
- Blood of the virgin, Cornélius, coll. « Solange », 2023, 304 p. (ISBN 978-2-36081-196-0)
- Culbutes  (trad. de l'anglais), Paris, Cornélius, coll. « Pierre », février 2013, 120 p. (ISBN 978-2-36081-054-3).

## Distinction
- 2009 : Prix Ignatz de la meilleure anthologie pour Kramers Ergot no 7
- 2012 : Prix littéraire du Los Angeles Times, catégorie « roman graphique », pour Everything Together: Collected Stories